# 나나레 하나나레
《나나레 하나나레》(일본어: 菜なれ花なれ)는 DMM.com과 P.A.WORKS가 제작한 일본의 오리지널 텔레비전 애니메이션이다. 2024년 7월부터 9월까지 TV 도쿄 계열 등에서 방영되었다.

## 줄거리
군마현을 무대로 여고생 6명이 다양한 응원 활동을 하는 청춘 드라마. 그녀들의 치어리딩은 개성적인 멤버가 많지만 순수한 마음으로 응원함으로써 사람들에게 감동을 준다.

## 등장인물

### PoMPoMs
미소라 카나타(美空かなた)
성우 - 나카가와 리카
치어의 명문고인 타카노사키 고등학교의 1학년. 전국 중학교 체육 대회의 우승 경험자.
오부나이 스즈하(小父内涼葉)
성우 - 나카시마 유키
사쿠라기 여학원 고등부 1학년
안나 아베이로(杏那・アヴェイロ)
성우 - 타케다 라리사 타고
귀국 자녀. 호신술로 습득한 카포에이라가 자랑.
오타니 노도카(大谷穏花)
성우 - 이와미 마나카
안나의 클래스메이트. 좋아하는 것은 요가, 인도, 철학.
타니자키 시온(谷崎詩音)
성우 - 카하라 모에
신체조가 자랑스러운 아가씨. 통칭 누마타의 요정.
카이온지 메구미(海音寺恵深)
성우 - 이토 미쿠
카나타의 전 팀메이트. 가업은 절.

### HAWK WINGS
이자와 노이치고(伊沢野苺)
성우 - 타도코로 아즈사
타카노사키 고등학교의 2학년으로, 치어부의 부장.
나바타메 하나(生天目華)
성우 - 키타하라 유나
타카노사키 고등학교의 2학년. 치어의 꽃모양(톱).
칸자키 히이라기(神崎柊)
성우 - 아이다 리카코
타카노사키 고등학교의 2학년. 키가 크고 스타일이 좋다.
쿠시다 미야비(櫛田雅)
성우 - 세리자와 유
타카노사키 고등학교의 2학년. 댄스와 텀블링이 특기.
아이에다 마리(愛江田毬)
타카노사키 고등학교의 2학년. 고등학교 입학부터 치어를 시작한 노력가이지만, 카나타처럼 5월의 대회중의 실패로 부상해, 한층 더 입스가 되어 버린다. 친가는 쓰마고이촌의 양배추 농가.

### 그 외
시스터
성우 - 혼이즈미 리나
사쿠라기 여학원 고등부의 시스터.
YJ
성우 - 미즈우치 키요미츠
안나의 아르바이트처인 레코드점 스타우트 레코드의 점주. 전 DJ. 본명은 야마다 준.
MIA
성우 - 이브 유리안
반카 라라(番家らら)
성우 - 하나이 미하루

## 스태프
- 원작 - 나레나레 프로젝트
- 감독·시리즈 구성 - 카키모토 코다이
- 각본 - 카키모토 코다이, 고토 미도리, 아야나 유니코
- 캐릭터 원안 - 타카다 토모미
- 캐릭터 디자인·총작화 감독 - 세키구치 카나미, 미우라 나나
- 미술 감독 - 타케다 유스케, 카키자카이 츠카사, GK세루스
- 미술 설정 - 마무라 스스무, 미야오카 마유미, 마키노 히로미
- 프롭 설정 - 미야오카 마유미, 마키노 히로미
- 색채 설계 - 나카노 나오미
- 3D 감독 - 스즈키 하루키
- 촬영 감독 - 아사히 코헤이
- 편집 - 우메츠 토모미
- 음악 프로듀스 - 키타가와 유진
- 배경 음악·삽입곡 프로듀서 - 키사라 요헤이
- 음악 - 타니 나오키
- 음향 감독 - 이토 타쿠미
- 음악 제작 - Stray Cats, APDREAM, LOVE ANNEX, 세냐, M.M.G.
- 안무·치어리딩 감수 - 치어 크리에이션
- 치프 프로듀서 - 타카하시 슈이치
- 프로듀서 - 칸노 유토, 후쿠다 코헤이, 콩 카오, 키도 켄스케
- 애니메이션 프로듀서 - 코니시 츠바사
- 애니메이션 제작 - P.A.WORKS
- 제작 - 나나레 하나나레 제작위원회

## 주제가
Cheer for you!
PoMPoMs에 의한 오프닝 테마. / 작사·작곡 - 키타가와 유진 / 편곡 - PRIMAGIC
with
PoMPoMs에 의한 엔딩 테마. / 작사 - 키타가와 유진 / 작곡 - 키타가와 유진, PRIMAGIC / 편곡 - PRIMAGIC
YOU for YOU
PoMPoMs에 의한 제3화 엔딩 테마. / 작사·작곡·편곡 - 후지이 켄타로
꽃이 되어라(花になれ)
PoMPoMs에 의한 제12화 엔딩 테마. / 작사·작곡 - 키타가와 유진 / 편곡 - PRIMAGIC
Go your way
mido에 의한 제1화 삽입곡. / 작사 - mido / 작곡·편곡 - 아라타메 슌
슬로 스타터(スロウスターター)
오부나이 스즈하(나카시마 유키), 타니자키 시온(카하라 모에)에 의한 제2화와 제8화 삽입곡. / 작사·작곡·편곡 - 후지이 켄타로
FeverFestaFever!
PoMPoMs에 의한 제5화 삽입곡. / 작사 - 신타니 후타 / 작곡·편곡 - 아오키 히로노리

## 에피소드 목록
| 화수   | 제목 | 각본            | 그림 콘티                       | 연출                                      | 작화 감독 | 방송일         |
| ------ | --- | --------------- | ------------------------------- | ----------------------------------------- | --- | -------------- |
| 제1화  | 抱え込み1回宙返り1回ひねり 開脚一回伸身1回ひねり 몸 움츠리기 1회, 공중제비 1회, 비틀어 다리 벌리고 한 번 펴기 1회, 비틀기 | 카키모토 코다이 | 카키모토 코다이                 | 아베 유리코                               | 아마노 카즈코 나카야마 미유키 오노 카즈미                                                                       | 2024년 7월 7일 |
| 제2화  | って感じで… 이런 식으로…                                                                                                  | 카키모토 코다이 | 니시타 마사요시 카키모토 코다이 | 히라무키 토모코                           | 타나카 미라이 오노 카즈미 오가사와라 유우 타나카 사키 사코에 사라 최소정 이상진                                 | 7월 14일       |
| 제3화  | いつもこの顔だから 언제나 이 표정이니까                                                                                   | 아야나 유니코   | 이마이즈미 켄이치               | 소가 메구미                               | 야노 코헤이 오가사와라 유우 후리하타 히데요시 사토 코노미                                                       | 7월 21일       |
| 제4화  | カポエイララプソディ 카포에이라 랩소디                                                                                    | 고토 미도리     | 스즈키 켄이치                   | 스즈키 켄이치                             | 사토 코노미 오가사와라 유우 빛의 정원 애니메이션 STUDIO MASSKET 4tune                                           | 7월 28일       |
| 제5화  | ありったけカーニバル音頭 모든 것을 담은 카니발 선장                                                                       | 고토 미도리     | 소가 메구미                     | 오오이시 야스유키                         | 이노우에 유스케 타나카 미라이 나카야마 미유키 오노 카즈미 오가사와라 유우 후리하타 히데요시                     | 8월 4일        |
| 제6화  | ※温泉でチアはいけません。 ※ 온천에서 치어는 안 됩니다.                                                                    | 아야나 유니코   | 이와하타 고이치                 | 후쿠이 요헤이                             | 야노 코헤이 코지마 아스카 후리하타 히데요시 최소정 사토 코노미 코바야시 오사무                                  | 8월 11일       |
| 제7화  | ハイカラ×バンカラ! 신식×구식!                                                                                             | 아야나 유니코   | 우메츠 토모미                   | 나카지마 키요토                           | 호소야마 마사키 이기섭 Jumondou Seoul Jumondou Wuxi                                                             | 8월 18일       |
| 제8화  | What a busy summer | 고토 미도리     | 우메츠 토모미                   | 오오타 토모아키                           | 아마노 카즈코 최소정 오노 카즈미                                                                                | 8월 25일       |
| 제9화  | 雨とチア 비와 치어 | 고토 미도리     | 시노하라 토시야                 | 아베 유리코                               | 타나카 미라이 코지마 아스카 스기미츠 노보루 나카야마 미유키 오가사와라 유우                                     | 9월 1일        |
| 제10화 | Go Fight Win | 고토 미도리     | 이와하타 고이치                 | 아와이 시게노리                           | 주문당 | 9월 8일        |
| 제11화 | 菜なれ 이파리가 되어라 | 고토 미도리     | 타니구치 코사쿠                 | 나가오 토시히로                           | 사토 유카 Jumondou Seoul Jumondou Wuxi                                                                          | 9월 15일       |
| 제12화 | 花になれ 꽃이 되어라 | 아야나 유니코   | 우메츠 토모미 카키모토 코다이   | 소가 메구미 우메츠 토모미 카키모토 코다이 | 미야시타 유지 오가사와라 유우 카와사키 레이나 토키와 켄타로 타나카 사키 사토 코노미 빛의 정원 애니메이션 半扇門 | 9월 22일       |